# 閩語字
閩語字是泛稱用於書寫閩語白話文的漢字，它有很多常用的別稱：平話字、福州字。閩語字主要通用於閩語使用者之間，尤其於閩台地區甚為多見，常用於私人或群體溝通、劇本。經典閩語著作，如《閩都別記》，作者為真實展現閩語面貌，運用了大量的閩語字。
閩語字仍未有完整及標準的方案，尤其在正字、本字問題上仍有極多爭議，大批學者和民間人士正在積極研究當中。

## 部分常用閩語字及其打字法編碼範例
| 閩語字 | 閩拼    | 五筆 | 倉頡  | 意思     | 閩文例句 / 普通话译文                   |
| ------ | ------- | ---- | ----- | -------- | --------------------------------------- |
| 喝     | hak24   | kjqn | rapv  | 叫喊     | 大喝蜀聲 / 大叫一聲                     |
| 伓     | eing242 | wgry | omf   | 不       | 伓好看 / 不好看                         |
| 野     | ia21    | jfcb | wgnin | 很       | 野歡喜 / 很高興                         |
| 做     | zoo213  | wdty | ojrk  | 給予     | 做事計 / 做事情                         |
| 蔣     | zuong33 | anhf | tvmi  | 怎麼     | 汝講這問題蔣解決？ / 你講這問題怎麼解決 |
| 囝     | giang33 | lbd  | wnd   | 小孩     | 丈夫囝 / 男孩子                         |
| 鬼     | gui33   | rqci | hui   | 罵人的話 | 鴉片鬼！ / 吸鴉片成癮的人（貶義）       |
| 躤     | ciak5   | khaj | rmtqa | 踐踏，踩 | 箂箂躤塌裏去！ / 籃子踩塌進去了！       |
| 挫     | coo213  | rwwf | qoog  | 抹去痕跡 | 筆挫 / 橡皮擦                           |

## 閩語字詞

### 新造字
過去的福州人創造福州字，會在某個漢字的左邊添加單人旁「亻」或「口」，表示這是一個福州詞匯。這些字可以是形聲字，如表示「只有」的「㑚」，是在聲旁「那」的基礎上添加「亻」而來的；可以是會意字，如表示「不」的「伓」，是通過在同義字「不」的基礎上添加「亻」而來的……這類漢字有很多。這些漢字不僅出現於地方文獻中，也出現在閩都地區的地名、人名中。
此外，閩語中也有針對外來語的造字。如表示油漆的詞peing53音譯自英語「Paint」。根據形聲和會意的造字原則，組合「石」「朋」，創製了閩字「硼」，讀作peing53，用於書寫此外來語，甚至是構詞，例如「硼碗」指上了搪瓷釉的鐵碗。

### 訓讀字
訓讀字恰好相反，借義不借音，或稱「同義換讀」。例如「古田」和「大田」裡的「田」就是訓讀字，讀法都為：「chèng」。但是閩語中有該字，為：「塍」。
同裡，「人」的訓讀為：「nè̤ng」，但音讀為「ìng」，本字為「儂」。

### 正字
閩語中的古字往往是指本字、正字，在古代漢語中使用並留存至今，在現代的閩語中常用，但在現代標準漢語中已經廢棄或極少用到的漢字。某些現代的閩語詞在可能有古字，但是現代讀音發生了分化，為了避免同音字的問題，民間多會使用新造字。

### 俗字
閩語的俗字往往是指民間寫的俗寫體漢字流傳至今，在現代閩語中常用。例如：「好啊」是寫作：「好吓」，而不是寫作：「好嚇」。

### 地名字
閩語區所獨有的地名用字，如厝、兜、廨、垱、嶼、洋、洲。此等字大部分都只作為地名使用，有時因無法用電腦表示，而出現改字更名的情況，例如將「廨」寫成「下」（例如下院站，已於2018年正名為廨院站）、「橘」寫成「桔」。

## 用字爭議
在民間，由於沒有相關規範，同一個閩語語常有多個不同寫法。此外，閩語作為古漢語（屬於漢藏語系）和古閩越語交融的產物，保留了大量的百越底層詞。這些詞因為不屬於漢語成分，可能並沒有「本字」。閩語書寫究竟應該用本字，還是用新造字、假借字，以及閩語本字如何考證，乃至於一些詞是否有本字，在學術界和民間頗具爭議。有學者提出，在閩語字廣泛使用的背景下，有必要制定其用字規範。

### 书目
- 《戚林八音》
- 《日華對譯福州語》
- 《福州方言詞典》
- 《福州方言大詞典》
- 《現代福州八音字典》
- 《福州話實用字典》
- 《攀講》